# Brivido felino
Brivido felino è un brano musicale scritto da Paolo Audino e Stefano Cenci, interpretato da Adriano Celentano e Mina e pubblicato nell'album Mina Celentano, del 1998.

## Successo commerciale
Brivido felino riscosse un enorme successo, con un n° di copie vendute notevole, difficilmente raggiunto prima nella musica leggera italiana: infatti il brano vedente due milioni di copie in Italia e un altro milione in tutta Europa.